# 陈冬龙
陈冬龙（1946年12月20日—），印尼文学社的著名作家和翻译家，印华作协总会理事。他2017年在雅加達逝世。

## 生平
1946年出生于望加锡，他的作品发表于《印尼星洲日报》等报纸。 著有印尼文诗集和诗译集等10余部。